# محمد البيرق
محمد عبد الرحمن علي البيرق مواليد 30 سبتمبر 1995، لاعب كرة قدم إماراتي يجيد اللعب كحارس مرمى في نادي الذيد.
لعب سابقاً في نادي اتحاد كلباء ثم الانتقال للنادي الأهلي لمدة عام وبعدها انتقل إلي نادي خورفكان و عاد إلى نادي اتحاد كلباء في عام 2018 في صفقه انتقال حر لمدة عام وساهم معهم بالبقاء في دوري الخليج العربي حتي نهاية الموسم وانتقال لنادي الوصل الإماراتي و أعير إلى نادي الفجيرة في صيف 2020 و لعب بعدها مع نادي مصفوت ونادي الذيد.وصديق كلارسون البياتي

## روابط خارجية
- محمد البيرق على موقع Soccerway.com (الإنجليزية)